# Cabrália Paulista
Cabrália Paulista est une municipalité brésilienne de l'État de São Paulo et la Microrégion de Bauru.

## Démographie
| Évolution de la population (municipalité) | Évolution de la population (municipalité) | Évolution de la population (municipalité) | Évolution de la population (municipalité) |
| Année                                     | Population                                |                                           | %±                                        |
| ----------------------------------------- | ----------------------------------------- | ----------------------------------------- | ----------------------------------------- |
| 1950                                      | 4 623                                     |                                           | —                                         |
| 1960                                      | 4 409                                     |                                           | −4,6%                                     |
| 1970                                      | 3 259                                     |                                           | −26,1%                                    |
| 1980                                      | 3 447                                     |                                           | 5,8%                                      |
| 1991                                      | 3 862                                     |                                           | 12,0%                                     |
| 2000                                      | 4 656                                     |                                           | 20,6%                                     |
| 2010                                      | 4 365                                     |                                           | −6,3%                                     |
| 2022                                      | 4 299                                     |                                           | −1,5%                                     |
| ,                                         |                                           |                                           |                                           |